# Projet Gutenberg
Pour les articles homonymes, voir Gutenberg.
Le projet Gutenberg est une bibliothèque de versions électroniques libres (parfois appelés e-text (en) ou e-content) de livres physiquement existants. Les textes fournis sont essentiellement du domaine public, soit parce qu'ils n'ont jamais été sujets à des droits d'auteur, soit parce que ces derniers ont expiré. Il contient toutefois quelques textes toujours sous droit d'auteur, qui sont rendus disponibles pour le projet avec la permission de l'auteur. Le projet fut lancé par Michael Hart en 1971 et nommé en hommage à l'imprimeur allemand du XVe siècle Johannes Gutenberg.

## Information générale

Michael Stern Hart et Gregory Newby, fondateurs du projet Gutenberg.

### Principe de base
Le slogan du projet Gutenberg, « Brisons les barrières de l'ignorance et de l'illettrisme », a été choisi parce que le projet espère continuer l'œuvre de répandre le lettrisme et le goût pour l'héritage littéraire que commença à faire la bibliothèque publique au début du XXe siècle. L'objectif principal du Projet Gutenberg est de permettre l'accès pour tous à la littérature, ainsi que d’élargir son public cible habituellement composé d'étudiants et de professeurs.
Tous les textes du projet Gutenberg peuvent être acquis et redistribués par les lecteurs sans aucuns frais. Le projet possède la marque déposée de « projet Gutenberg » et l'utilisation commerciale des e-texts sous marque déposée requiert un droit payable au Projet. L'en-tête ôté et la marque non utilisée, les textes peuvent être utilisés sans restrictions, sauf pour ceux sous droit d’auteur qui sont soumis à des restrictions.

### Histoire
Le projet a été lancé en 1971 par Michael Hart, à l'université de l'Illinois aux États-Unis. Ayant eu à sa disposition, grâce à des amis administrateurs, du temps de calcul sur un ordinateur central estimé à l'époque valoir 100 000 000 de dollars, il chercha un moyen de rendre ce qui lui avait été donné.
Il estima alors que la plus grande valeur créée par les ordinateurs n'était pas le calcul, mais le stockage, la mise à disposition et la recherche de ce qui était entreposé dans les bibliothèques. En guise de démonstration de faisabilité, il saisit une copie de la déclaration d'indépendance des États-Unis et l'envoya à tous les utilisateurs du réseau informatique de l'université (ancêtre de l'internet moderne). Selon lui, la mise à disposition de ce document pour les utilisateurs présents et futurs des ordinateurs remboursait sa dette morale. Ce document fut le premier document électronique du projet Gutenberg.
Ensuite, le projet se concentra sur des ouvrages en langue anglaise, en particulier des ouvrages de référence. Son objectif initial était de rendre les 10 000 livres les plus consultés accessibles au public, gratuitement ou presque, avant la fin du XXe siècle. Le projet s'est ensuite diversifié. Diverses langues sont maintenant représentées, et tous les genres sont couverts, du traité scientifique à la littérature de divertissement. Des périodiques sont également mis en ligne.
Le projet a été hébergé par plusieurs universités, jusqu'en 2000, où le projet Gutenberg a été officiellement organisé sous la forme d'une entité juridique sans but lucratif (non-profit organization en droit américain), dont le statut correspond à peu près à celui des associations loi de 1901 de droit français. En particulier, les dons faits par les citoyens américains à cette organisation sont déductibles des impôts.

### Statistiques et catalogue
En février 2017, Projet Gutenberg offrait plus de 53 000 livres numériques. La plupart des œuvres sont en anglais, mais les langues sont de plus en plus diversifiées : la plateforme offre des ouvrages en français, allemand, néerlandais, chinois, portugais, espagnol, italien, finnois, et liste plus de 40 autres langages. Projet Gutenberg propose également, en plus de la version anglaise, quatre autres « bibliothèques » principales (allemand, français, italien et portugais).

## Mission
La principale mission du Projet Gutenberg est la production et la diffusion de livres numériques ; dans cet esprit, les propriétaires acceptent 99 % des requêtes qui leur sont adressées pour la production de ces ouvrages numériques. Leur projet n'est aucunement influencé par des critères financiers ou politiques, ce qui en garantit la pleine liberté et une universalité optimale ; cela implique également que la majorité du travail est effectué uniquement par des bénévoles. Ils encouragent tous et chacun à participer au projet, leur offrant énormément de liberté pour créer des livres numériques comme bon leur semble ; l'important, pour eux, est d'offrir le plus de livres possible, dans le plus de langues possible afin que le monde entier puisse avoir accès à la littérature.

## Fonctionnement
Les livres sont produits presque entièrement par des bénévoles. La liste des livres électroniques disponibles s'enrichit peu à peu chaque jour par la contribution de correcteurs. Toute personne intéressée peut devenir correcteur ou correctrice bénévole en s'inscrivant sur l'un ou l'autre des sites de « distributed proofreaders », et en se portant ainsi volontaire pour la correction « page par page ». Le projet offre également le plus de liberté possible à ses volontaires, en leur offrant une vaste latitude concernant le choix des livres et leur format.
Un des atouts du projet Gutenberg, qui explique son exceptionnelle longévité, est l'utilisation de l'ASCII 7 bits. Bien que moins agréables à utiliser, les ouvrages ainsi codés restent lisibles très longtemps et sur toutes les machines. Le projet Gutenberg est ainsi à l'abri de la disparition d'un format, car il est peu probable que l'ASCII disparaisse ou soit radicalement modifié ; la base de textes restera donc visible très longtemps. Le principe est simple; plutôt que d'utiliser des italiques, caractères gras ou autre formatage spécial souvent utilisés dans les livres, l'ASCII convertit ce type de texte en lettres majuscules, ce qui permet une universalité du texte plus accessible à tous les types de logiciels. Mais une diversification était indispensable : l'ASCII à 7 bits, en particulier, ne permet pas de noter les caractères accentués, indispensables pour les textes en français, par exemple. On obtient de plus une bien meilleure mise en forme avec un fichier au format HTML. Le projet Gutenberg s'est adapté, et on peut aujourd'hui télécharger la plupart des livres en choisissant son format : ASCII 7 bits, Latin-1, HTML (contenant d'éventuelles illustrations), LaTeX pour les ouvrages scientifiques, etc. Également, les ouvrages en ASCII offrent l'opportunité d'être téléchargés tels quels, puis convertis en un autre format, mieux adapté selon les pays, ou les individus, aux besoins spécifiques de tous et chacun. Certains organismes tels Blackmast Online[réf. nécessaire], Manybooks.net ou encore Bookshare.com vont également se charger de convertir à plus grande échelle les formats en ASCII pour leur clientèle.
Depuis plusieurs années, on discute l'utilisation d'un format XML, mais les progrès sur ce point sont lents. Les formats qui ne sont pas facilement éditables, tels que PDF, sont généralement jugés comme ne correspondant pas aux buts du Projet Gutenberg ; certains cependant ont été utilisés par la collection.
Au début, une personne seule soumettait son texte au site, ce qui demandait un important travail, mais un système plus perfectionné a été mis en place. Fondé en 2000, Distributed Proofreaders est maintenant la source principale de livres du projet Gutenberg. Certaines personnes s'occupent de scanner les pages et d'y appliquer un logiciel de reconnaissance optique de caractères. Les textes obtenus sont ensuite mis à disposition des autres volontaires qui relisent page par page afin de corriger les différentes erreurs laissées par le logiciel de reconnaissance optique. Chaque page est relue au moins deux fois. Enfin, quelqu'un s'occupe de la mise en page en fichier texte, et de l'éventuelle production d'un fichier HTML.

## Critiques
Des critiques ont été adressées envers quelques e-textes du Projet Gutenberg concernant leur manque d'érudition. Par exemple, le détail insuffisant des éditions utilisées et l'omission des préfaces originelles publiées, ainsi que de l'appareil critique. À cause de ces lacunes, l'édition électronique ne serait pas une copie fidèle de l'édition papier, et serait inutilisable dans le cadre d'un travail universitaire. La confrontation des premiers e-texts aux nouveaux permet de constater une tendance à la meilleure préservation de tels textes; la plupart des nouveaux textes conservent l'information et les préfaces de l'édition originale.
À l'époque, la critique majeure concernait principalement l'utilisation de l'ASCII : la présentation serait peu attrayante et difficile à lire sur un écran, offrirait un contenu d'apparence déstructurée, en plus de ne contenir que peu ou pas d'indications de contenu, format, style, etc. Bien qu'avec le temps plusieurs améliorations aient été apportées, ce format privilégié par le Projet Gutenberg reste un point de désaccord entre utilisateurs et déplaît à plus d'un.
En décembre 1994, la Text Encoding Initiative reprochait au projet de ne pas inclure les décisions inévitables lors de la préparation d'un texte, soit, dans plusieurs cas, le choix d'une version spécifique lorsqu'il en existe plusieurs ou que ces dernières sont contradictoires.
Également, la sélection des ouvrages et de leurs éditions, puisqu'elle est régie par des bénévoles, est donc déterminée par la popularité, la facilité de conversion au format numérique, leur absence de droits d'auteurs et autres facteurs du genre, ce qui affecte l'impartialité du catalogue offert.
En mars 2004, une nouvelle initiative (Projet Gutenberg 2) a été lancée par Michael Hart et John S. Guagliardo (directeur exécutif de la World E-Book Library), ayant pour but d'offrir des droits de propriété intellectuelle à faible coût. Néanmoins, cela a suscité une certaine polémique chez les bénévoles du Projet Gutenberg original, parce que cela impliquait la réutilisation du nom de commerce du projet à des fins économiques et commerciales.

## Projets affiliés

### Project Gutenberg Australia
Hébergeant plusieurs textes d'auteurs australiens ou ayant pour sujet l'Australie, les textes mis a disposition par Project Gutenberg Australia sont du domaine public selon les législations australiennes, mais il y en a plusieurs qui sont toujours sous droit d'auteur (ou sous statut incertain) selon les lois des États-Unis.

### Project Gutenberg Canada
Rendant disponibles des textes d'auteurs canadiens ou ayant pour sujet le Canada, dans le domaine public selon les lois canadiennes, le projet, établi le 1er juillet 2007, utilise Distributed Proofreaders Canada, modelé d'après son homonyme.

### Project Gutenberg Consortia Center
Également connu sous le nom de Project Gutenberg Self-Publishing Press, ce projet se spécialise dans la collection de collections. Le site offre notamment des collections thématiques, ainsi qu'une vaste sélection de langues. Ces collections ne font toutefois pas objet de révision linguistique, et n'offrent pas non plus le formatage du principal Projet Gutenberg.

### Projekt Gutenberg-DE
Revendiquant, pour sa part, les droits d'auteurs de ses ouvrages numériques, le projet limite l'accès des œuvres aux versions en ligne seulement.

### Project Gutenberg Europe
Project Gutenberg Europe est un projet de Project Rastko en Serbie. Son objectif est d'établir un « Projet Gutenberg » pour toute l'Europe ; il a commencé à publier ses premiers textes en 2005, et utilise également Distributed Proofreaders.

### Project Gutenberg Luxembourg
Publie principalement, mais pas uniquement, des livres rédigés en luxembourgeois.

### Projekti Lönnrot
Démarré par des bénévoles du Finnish Project Gutenberg (Projet Gutenberg version finlandaise), le nom est un dérivé du philologue finlandais Elias Lönnrot (1802–1884).

### Projet Gutenberg des Philippines
Visant à produire le plus de livres possibles, pour le plus de gens possibles, le projet met l'accent sur la littérature des Philippines ou dans un langage des Philippines.

### Project Gutenberg Russia
Le projet a pour but de récupérer du domaine public les livres publiés en langues slaves dont ceux en russe. Une discussion concernant la légalité de ce projet a commencé en avril 2012 ; le mot « Rutenberg » serait une combinaison des mots « Russie » et « Gutenberg ».

### Project Gutenberg of Taïwan
Cherchant à archiver tous les livres libres des droits d'auteur qui ont pour sujet Taïwan, que ce soit en anglais, en mandarin ou en langue taïwanaise, il s'agit d'un projet spécial de Furomosa.com.